# Mongolië op de Paralympische Winterspelen 2018
Mongolië was een van de landen die deelnam aan de Paralympische Winterspelen 2018 in Pyeongchang, Zuid-Korea.

## Deelnemers en resultaten
(m) = mannen, (v) = vrouwen 

### Langlaufen
| Paralympiër      | Onderdeel                                 | Resultaat | Prestatie |
| ---------------- | ----------------------------------------- | --------- | --------- |
| Ganbold Batmunkh | 1.5 km sprint klassieke stijl, staand (m) | 14e       | 3:58.1    |
| Ganbold Batmunkh | 10 km klassieke stijl, staand (m)         | 14e       | 27:09.1   |
| Ganbold Batmunkh | 20 km vrije stijl, staand (m)             | 16e       | 0:55:32.0 |

Andorra · Argentinië · Armenië · Australië · België · Bosnië en Herzegovina · Brazilië · Bulgarije · Canada · Chili · China · Denemarken · Duitsland · Finland · Frankrijk · Georgië · Griekenland · Groot-Brittannië · Hongarije · IJsland · Iran · Italië · Japan · Kazachstan · Kroatië · Mexico · Mongolië · Nederland · Nieuw-Zeeland · Noord-Korea · Noorwegen · Oekraïne · Oezbekistan · Oostenrijk · Polen · Roemenië · Servië · Slovenië · Slowakije · Spanje · Tadzjikistan · Tsjechië · Turkije · Verenigde Staten · Wit-Rusland · Zuid-Korea · Zweden · Zwitserland
Neutrale paralympische atleten